# Melvyn Nathanson

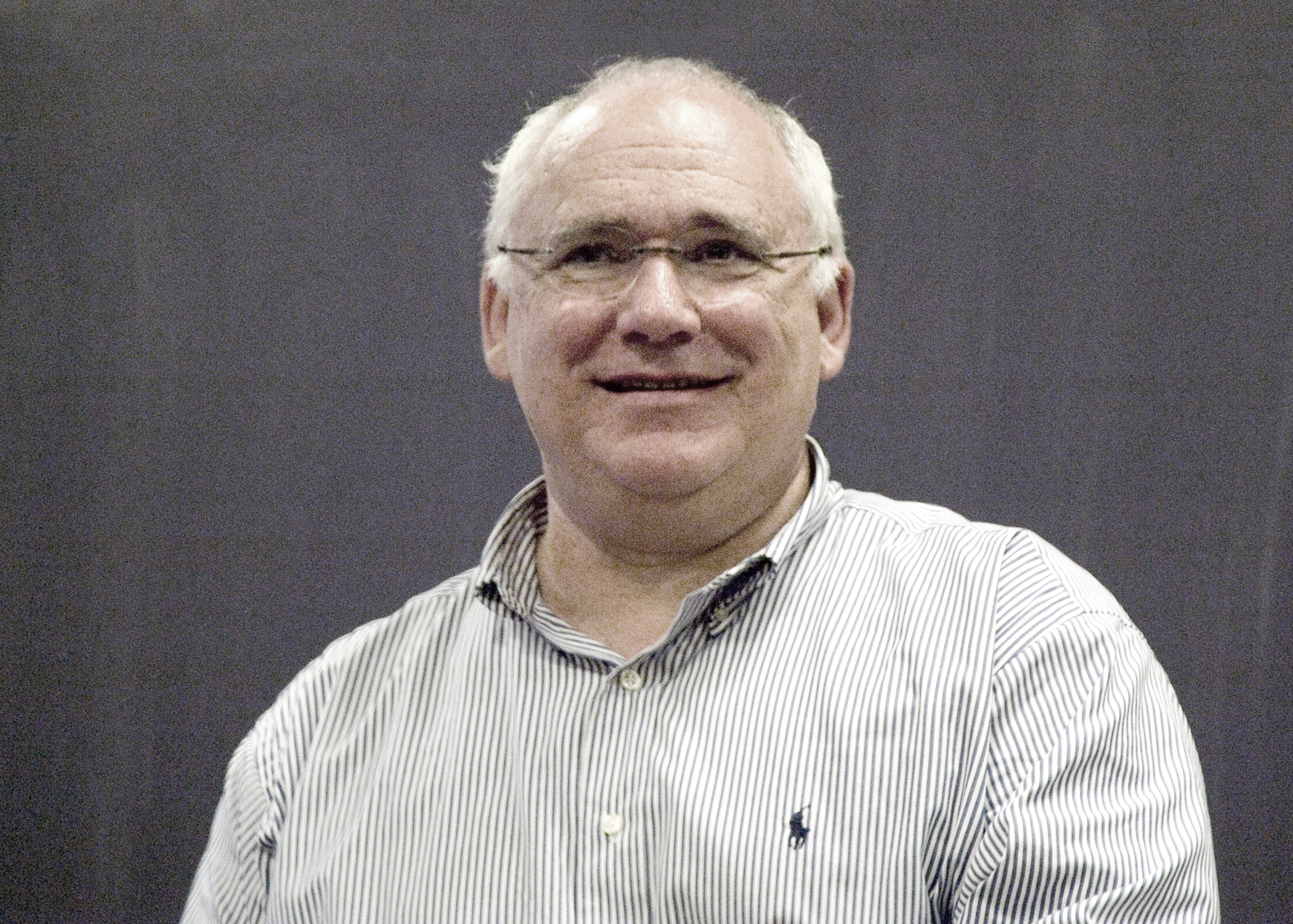
Melvyn Nathanson

Melvyn Bernard Nathanson (* 10. Oktober 1944 in Philadelphia)  ist ein US-amerikanischer Mathematiker, der sich mit Zahlentheorie befasst.
Nathanson erhielt 1965 seinen Bachelor von der University of Pennsylvania und 1968 seinen Master von der University of Rochester, wo er auch 1972 bei Sanford Segal mit einer Arbeit über Difference Operators on Sequences Over Groups promoviert wurde. Als Post-Doktorand war er 1972/73 an der Lomonossow-Universität. 1971 bis 1981 war er Professor für Mathematik an der Southern Illinois University in Carbondale. 1975/76 war er Associate Professor am Brooklyn College und Gastwissenschaftler an der Rockefeller University. 1981 bis 1986 war er Professor an der Rutgers University und Dekan der dortigen Graduate School. Seit 1986 ist er Professor am Lehman College der City University of New York. Dort war er 1986 bis 1991 Provost und Vice President Academic Affairs.
Er verfasste ein zweibändiges Standardlehrbuch über Additive Zahlentheorie. Er veröffentlichte mehrfach mit Paul Erdős (hat also Erdős-Zahl 1). Er ist Mitorganisator des universitätsübergreifenden New York Number Theory Seminars.
1974/75 und 1990/91 war er Assistent von André Weil am Institute for Advanced Study. 1977/78 war er Honorary Research Fellow an der Harvard University.
Er ist Fellow der American Association for the Advancement of Science, der American Mathematical Society und der New York Academy of Sciences.
Er übersetzte auch aus dem Russischen, so eine Einführung in die Analytische Zahlentheorie von Anatoli Alexejewitsch Karazuba (Springer 1993) und den Samizdat-Essay von Gregory Freiman über die Situation jüdischer Mathematiker in der Sowjetunion 1979.

## Schriften
- Additive Number Theory: The Classical Bases, Graduate Texts in Mathematics 164, Springer-Verlag, New York, 1996.
- Additive Number Theory: Inverse Problems and the Geometry of Sumsets, Graduate Texts in Mathematics 165, Springer-Verlag, New York, 1996.
- Elementary Methods in Number Theory, Graduate Texts in Mathematics 195, Springer-Verlag, New York, 2000
- Herausgeber Unusual applications of number theory, AMS, DIMACS Series, 2004